# اسکودوی شیلی
اسکودوی شیلی (به انگلیسی: Chilean escudo) (به زبان بومی: escudo chileno) با کد ایزوی CLE، یکای پول رایج در کشور شیلی است. مسئولیت کنترل این واحد پولی برعهدهٔ بانک مرکزی شیلی قرار دارد.